# 张海 (书法家)
张海（1941年9月—），男，河南偃师人，中国当代书法家，曾任中国书法家协会主席，郑州大学美术学院院长。全国政协常委，国务院批准有突出贡献的专家。曾任中国第八、九、十届全国人大代表，河南省文联主席，中国河南省书法家协会主席，河南省书画院院长等。

## 生平
1960年7月就读于河南省新乡师范专科学校，大专学历。1962年10月参加工作，
1962年10月任河南省安阳市西大街小学教师。1964年3月任河南省安阳市总工会职工学校教师、工人文化宫干事。1975年10月任河南省安阳市群众艺术馆副股长、股长、副馆长。1981年加入中国共产党。
1982年3月任河南省书协干事、副秘书长。1985年6月任河南省书协副主席兼秘书长。1986年7月任河南省文联副秘书长、省书协副主席兼秘书长。1991年11月任河南省书协主席。1994年1月任河南省文联副主席、党组成员、省书协主任兼书画院院长。1998年8月任河南省文联副主席、党组成员、省书协主席。2000年5月任河南省文联主席、党组成员、省书协主席。
2000年12月起兼任中国书协第四届副主席，2001年升任中国书协第五届主席。2010年12月29日再次当选中国书协第六届主席。2015年12月8日，任中国书法家协第七届名誉主席。